# ماكس ماكسوداين
ماكس ماكسوداين (بالفرنسية: Max Maxudian)‏ هو ممثل فرنسي، ولد في 12 يونيو 1881 بإزمير في تركيا، وتوفي في 20 يوليو 1976 ببولون-بيانكور في فرنسا.

## وصلات خارجية
- ماكس ماكسوداين على موقع IMDb (الإنجليزية)
- ماكس ماكسوداين على موقع ألو سيني (الفرنسية)
- ماكس ماكسوداين على موقع أول موفي (الإنجليزية)
- ماكس ماكسوداين على موقع قاعدة بيانات الأفلام السويدية (السويدية)
- ماكس ماكسوداين على موقع قاعدة بيانات الفيلم (الإنجليزية)
- ماكس ماكسوداين على موقع كينوبويسك (الروسية)